# Kalliosaari (ö i Nyland, Helsingfors)
Kalliosaari är en ö i Finland. Den ligger i sjön Vihtijärvi och i kommunen Vichtis i den ekonomiska regionen  Helsingfors  och landskapet Nyland, i den södra delen av landet, 40 km norr om huvudstaden Helsingfors. Öns area är 0,3 hektar och dess största längd är 90 meter i nord-sydlig riktning.